# Ricardo Goulart
Ricardo Goulart Pereira (São José dos Campos, 5 de junio de 1991) es un exfutbolista profesional brasileño que jugaba en la demarcación de delantero.

## Carrera
Debutó en el Santo André en 2009, tuvo un corto paso por el Internacional de Porto Alegre en 2011. En 2012, después de que su pase fue adquirido por el Banco BMG, Ricardo Goulart fue trasladado al Goiás, en el cual conquistó el Campeonato Goiano en el primer semestre y fue pieza fundamental para a conquista del título de la Série B. Ese año marcó 25 goles, siendo el goleador del Goiás del año.

### Cruzeiro
El 4 de enero de 2013, se anunció la contratación de Ricardo Goulart por el Cruzeiro.6 Su primer gol en este equipo fue contra Caldense, en partido válido para el Campeonato Mineiro, que terminó 2 x 1.7 Pasó a la línea titular sustituyendo a Diego Souza, quien viajó a jugar en Ucrania. A partir de ahí conformó una "llave" dupla de gran éxito con Éverton Ribeiro, que fue un importante instrumento para la victoria del equipo en el Campeonato Brasileño, del que su equipo se consagró campeón desde cuando faltaban cuatro partidos para terminar. 
En 2014 hizo el primer gol de Cruzeiro en la temporada, en la victoria 1 x 0 sobre el URT, por el Campeonato Mineiro. En la Copa Libertadores marcó 4 goles.9 En el Campeonato Brasileño de 2014 ha encabezado la tabla de goleadores.

### Guangzhou Evergrande
El 13 de enero de 2015 Guangzhou Evergrande de China anunció en su página web la contratación del mediapunta brasileño, por el valor de 15 millones de euros (unos 18,9 millones de dólares). En julio del 2016 ganó la Copa Nacional China (fue su segundo título con el Guangzhou Evergrande).

### Hebei China
El 19 de julio de 2020 se hizo oficial su cesión al Hebei China.

## Estadísticas
| Club                       | Temporada           | Liga   | Liga  | Copa   | Copa  | Internacional | Internacional | Estatal | Estatal | Total  | Total |
| Club                       | Temporada           | Juegos | Goles | Juegos | Goles | Juegos        | Goles         | Juegos  | Goles   | Juegos | Goles |
| -------------------------- | ------------------- | ------ | ----- | ------ | ----- | ------------- | ------------- | ------- | ------- | ------ | ----- |
| Santo André · Brasil       | 2009                | 14     | 1     | 0      | 0     | -             | -             | 12      | 4       | 26     | 5     |
| Santo André · Brasil       | 2010                | 0      | 0     | 0      | 0     | -             | -             | 8       | 1       | 8      | 1     |
| Santo André · Brasil       | Total               | 14     | 1     | 0      | 0     | 0             | 0             | 20      | 5       | 34     | 6     |
| Internacional · Brasil     | 2011                | 10     | 1     | -      | -     | 1             | 0             | 7       | 4       | 18     | 5     |
| Internacional · Brasil     | Total               | 10     | 1     | 0      | 0     | 1             | 0             | 7       | 4       | 18     | 5     |
| Goiás · Brasil             | 2012                | 34     | 12    | 8      | 4     | -             | -             | 21      | 9       | 63     | 25    |
| Goiás · Brasil             | Total               | 34     | 12    | 8      | 4     | 0             | 0             | 21      | 9       | 63     | 25    |
| Cruzeiro · Brasil          | 2013                | 33     | 10    | 6      | 1     | -             | -             | 10      | 3       | 49     | 14    |
| Cruzeiro · Brasil          | 2014                | 26     | 15    | 5      | 0     | 9             | 4             | 10      | 1       | 50     | 20    |
| Cruzeiro · Brasil          | Total               | 59     | 25    | 11     | 1     | 9             | 4             | 20      | 4       | 99     | 34    |
| Guangzhou Evergrande China | 2015                | 27     | 19    | 1      | 0     | 17            | 8             | -       | -       | 45     | 27    |
| Guangzhou Evergrande China | 2016                | 29     | 19    | 8      | 6     | 6             | 3             | -       | -       | 43     | 28    |
| Guangzhou Evergrande China | 2017                | 29     | 20    | 1      | 0     | 10            | 7             | -       | -       | 40     | 27    |
| Guangzhou Evergrande China | 2018                | 19     | 13    | 1      | 1     | 8             | 7             | -       | -       | 28     | 21    |
| Guangzhou Evergrande China | Total               | 104    | 71    | 11     | 7     | 41            | 25            | -       | -       | 156    | 103   |
| Palmeiras · Brasil         | 2019                | 0      | 0     | 0      | 0     | 0             | 0             | 3       | 2       | 3      | 2     |
| Palmeiras · Brasil         | Total               | 0      | 0     | 0      | 0     | 0             | 0             | 3       | 2       | 3      | 2     |
| Total en la carrera        | Total en la carrera | 221    | 110   | 30     | 12    | 51            | 29            | 71      | 24      | 373    | 175   |

### Selección de Brasil
Actualizado el 9 de septiembre de 2014
| Selección       | Año   | Amistoso | Amistoso | Copa América | Copa América | Eliminatorias | Eliminatorias | Mundial | Mundial | Total | Total |
| Selección       | Año   | PJ       | G        | PJ           | G            | PJ            | G             | PJ      | G       | PJ    | G     |
| --------------- | ----- | -------- | -------- | ------------ | ------------ | ------------- | ------------- | ------- | ------- | ----- | ----- |
| Brasil · Brasil | 2014  | 1        | 0        | -            | -            | -             | -             | -       | -       | 1     | 0     |
| Brasil · Brasil | Total | 1        | 0        | -            | -            | -             | -             | -       | -       | 1     | 0     |

## Palmarés

### Campeonatos regionales
| Título             | Club                | Estado             | Año  |
| ------------------ | ------------------- | ------------------ | ---- |
| Campeonato Gaúcho  | S. C. Internacional | Río Grande del Sur | 2011 |
| Campeonato Goiano  | Goiás E. C.         | Goiás              | 2012 |
| Campeonato Mineiro | Cruzeiro E. C.      | Minas Gerais       | 2014 |

### Campeonatos nacionales
| Título             | Club                 | País   | Año  |
| ------------------ | -------------------- | ------ | ---- |
| Serie B            | Goiás E. C.          | Brasil | 2012 |
| Serie A            | Cruzeiro E. C.       | Brasil | 2013 |
| Serie A            | Cruzeiro E. C.       | Brasil | 2014 |
| Superliga de China | Guangzhou Evergrande | China  | 2015 |
| Supercopa de China | Guangzhou Evergrande | China  | 2016 |
| Copa FA de China   | Guangzhou Evergrande | China  | 2016 |
| Superliga de China | Guangzhou Evergrande | China  | 2016 |
| Supercopa de China | Guangzhou Evergrande | China  | 2017 |
| Superliga de China | Guangzhou Evergrande | China  | 2017 |
| Supercopa de China | Guangzhou Evergrande | China  | 2018 |

### Campeonatos internacionales
| Título                      | Club                 | País         | Año  |
| --------------------------- | -------------------- | ------------ | ---- |
| Recopa Sudamericana         | S. C. Internacional  | Porto Alegre | 2011 |
| Liga de Campeones de la AFC | Guangzhou Evergrande | Cantón       | 2015 |

### Distinciones individuales
| Distinción                                                  | Año  |
| ----------------------------------------------------------- | ---- |
| Mejor jugador del Campeonato Brasileño de Fútbol            | 2014 |
| Mejor mediocampista del Campeonato Brasileño de Fútbol      | 2014 |
| Máximo goleador de la Liga de Campeones de la AFC (8 goles) | 2015 |
| Máximo goleador de la Superliga de China (19 goles)         | 2016 |